# Al'Aziziyah
El Azizia (arabă: العزيزية) este un oraș și capitală în districtul Al Jfara în nord-vestul Libiei la 55 km sud-vest de Tripoli.

## Geografia
El Azizia este un centru comercial major al platoului Sahel Jeffare, fiind pe o rută comercială ce pornește de la coastă la Munții Nafusa și regiunea Fezzan la sud.

### Demografia
Începând din 2009, populația orașului a fost estimată la peste 4.000 de locuitori.

### Clima
La 13 septembrie 1922, o temperatură ridicată de 57,7 °C a fost înregistrată în Al'Aziziyah, aceasta este cea mai mare temperatură măsurată vreodată pe Pământ.